# Mouvement anti-corruption indien de 2011
Le mouvement anti-corruption indien de 2011 est une série de manifestations et de protestations à travers l'Inde afin de revendiquer l'adoption et la mise en application d'une législation rigoureuse contre la corruption politique.
Le mouvement a gagné en importance à partir du 5 avril 2011 quand l'activiste Anna Hazare a entamé une grève de la faim au Jantar Mantar de Delhi. La mobilisation a principalement été non violente, basée sur la résistance civile, les manifestations et marches, les actes de désobéissance civile, les grèves de la faim, les rassemblements ainsi que l'utilisation des médias sociaux pour l'organisation et la communication. La revendication principale du mouvement était l'adoption du Jan Lokpal Bill (« projet de loi citoyen sur le défenseur du peuple ») par le Parlement indien.

## Contexte
La corruption politique est depuis de nombreuses années un sujet majeur en Inde. En 2010, le pays était classé au 87e rang mondial par Transparency International d'après l'indice de perception de la corruption. Selon l'ONG, environ 40 % des Indiens ont eu l'expérience directe de payer des pots-de-vin ou d'exercer un trafic d'influence.
Dans les années 2010, plusieurs scandales de corruption ont impliqué des membres du gouvernement, pour l'attribution de licences de téléphonie mobile, les marchés publics liés aux jeux du Commonwealth de 2010, les mines de charbon, une société immobilière de Mumbai ou encore l'allocation de permis pour des mines de charbon.
Par ailleurs, de nombreux politiques condamnés dans différentes affaires continuent d'être élus dans les panchayats ou au Parlement,,.
Cette situation conduit certains Indiens, notamment des représentants de milieux d'affaires, des politiques ou même des sportifs à protester contre la corruption.

## Grève de la faim d'Anna Hazare à Jantar Mandar

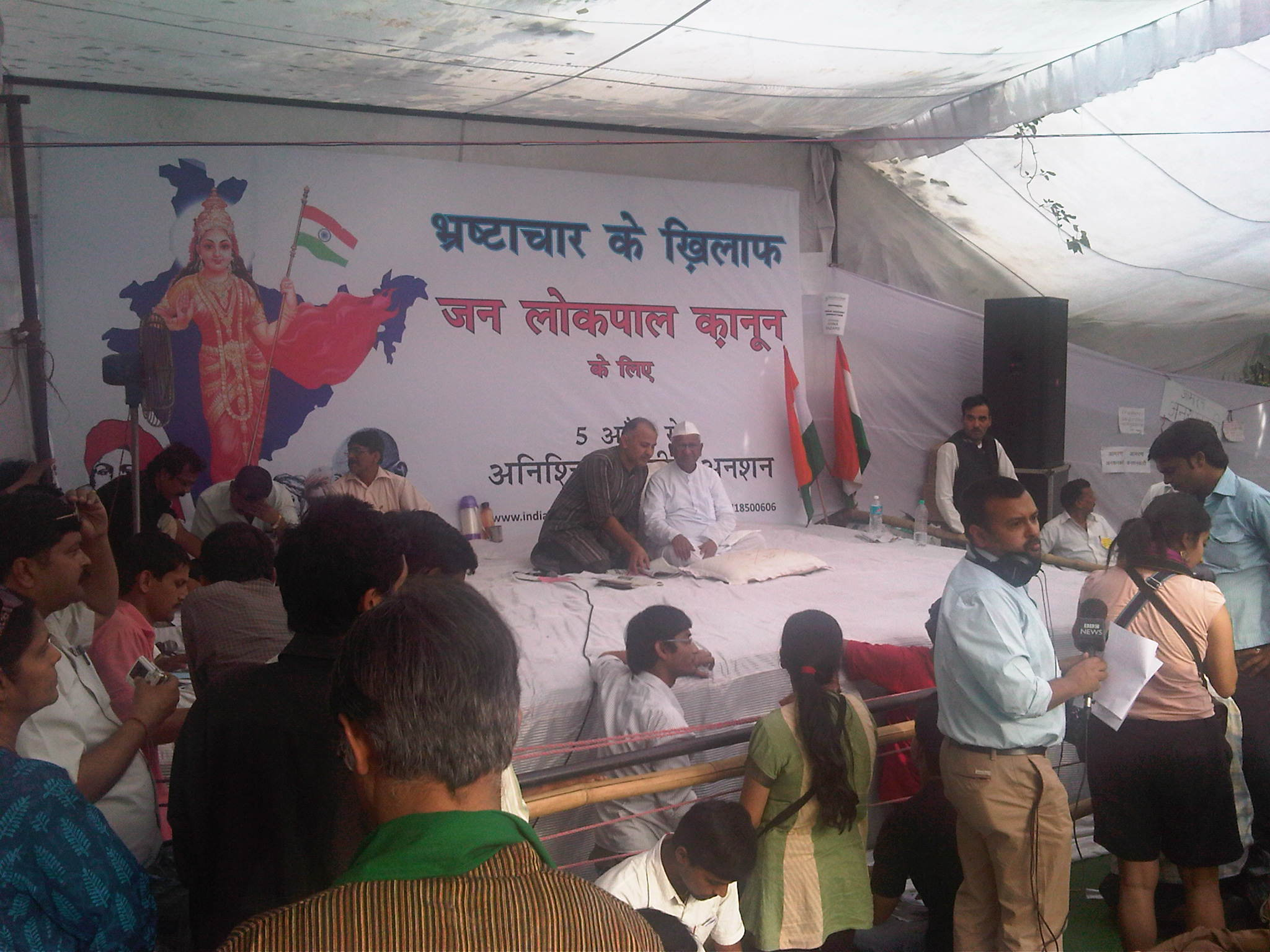
Anna Hazare, le deuxième jour de sa grève de la faim à Jantar Mandar.

En 2011, Anna Hazare demande au gouvernement de mettre en place un comité composé de représentants du gouvernement et de la société civile afin d'élaborer une loi anti-corruption prévoyant des sanctions plus lourde et une indépendance accrue du Lokpal (ombudsman fédéral) et des Lokayuktas (ombudsmen dans les États). Après le refus du Premier ministre Manmohan Singh, Hazare entame le 5 avril 2011 à Delhi une grève de la faim et annonce qu'il la poursuivra jusqu'à ce qu'une loi soit adoptée. Il reçoit le soutien de nombreuses personnes, dont 150 qui rejoignent sa grève de la faim. Il refuse toutefois que les politiques le rejoignent ou le soutiennent.
Des manifestations de soutien ont lieu dans plusieurs villes comme Bangalore, Mumbai, Chennai, Ahmedabad, etc..
Le gouvernement réagit le 8 avril 2011 en annonçant le dépôt d'une loi au Parlement à la prochaine session puis, le 9 avril, en acceptant de créer une commission composée à 50 % de membres de la société civile, ce qui permet à Hazare de mettre fin à son jeûne

## Ramdev à Ramlila Maidan
Plus tard, le swami Ramdev annonce le lancement d'une « Satyagraha contre la corruption » et pour rendre l'Inde spirituellement plus forte. En juin 2011, il rencontre plusieurs ministres du gouvernement et les deux parties annoncent avoir trouvé un accord,, mais Ramdev poursuit son mouvement et entame une grève de la faim le 4 juin 2011 à Ramlila Maidan à Delhi.
Le 5 juin 2011, la police investit les lieux, arrête Ramdev et expulse ses soutiens.
Le Congrès dénonce l'agitation de Ramdev comme un jeu politique du Bharatiya Janata Party.

## Manifestations d'août

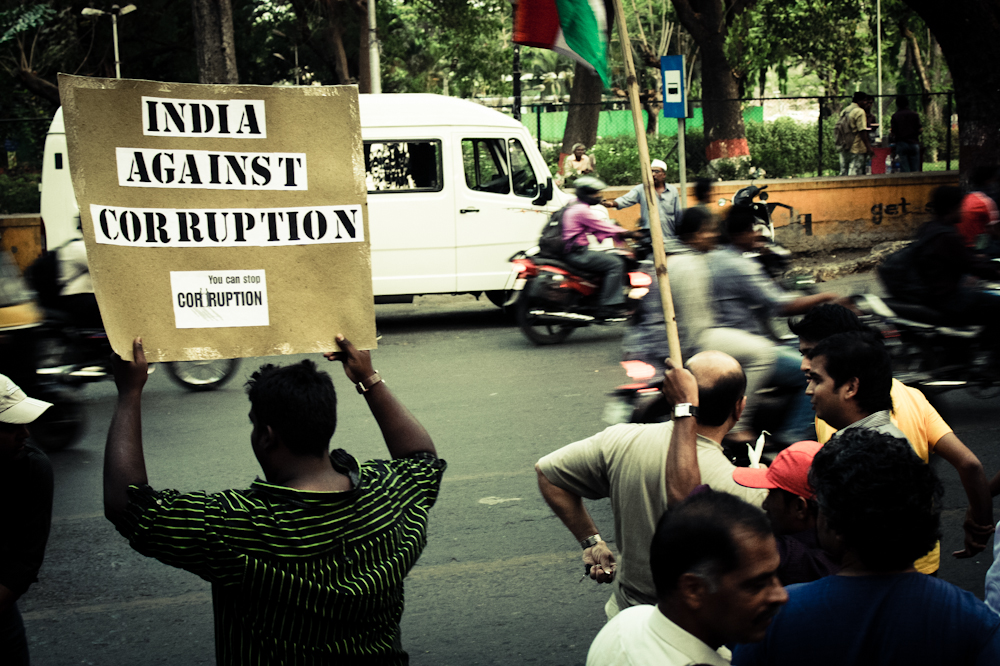
Manifestation anti-corruption à Pune.

Le 18 juillet 2011, Anna Hazare annonce qu'il a informé le Premier ministre de sa décision d'entamer une grève de la faim le 16 août à Jantar Mantar,. Il reçoit de nombreux soutiens, comme celui du Syndicat des taxis de Mumbai, des avocats de la Haute Cour d'Allahabad ou du Vishwa Hindu Parishad.
Au matin du 16 août 2011, Anna Hazare est arrêté par la police. Des manifestations ont lieu et l'action de la police est condamnée par les partis d'opposition.
Le 19 août 2011, Anna Hazare quitte la prison de Tihar après avoir obtenu de la police l'autorisation de jeûner pendant 15 jours à Ramlila Maidan. Ses revendications sont alors une charte citoyenne, une réduction de la bureaucratie associée au Lokpal et l'établissement de Lokayuktas dans tous les États. Un débat a lieu au Parlement le 27 août 2011 et les chambres approuvent ces principes ce qui permet à Hazare de mettre fin à son .

## Manifestations de décembre
Anna Hazare entame une nouvelle grève de la faim le 27 décembre 2011 à Mumbai malgré l'opposition de certains membres de son mouvement, notamment Arvind Kejriwal et Kiran Bedi, qui s'inquiètent de sa santé.
Dans le même temps, les débats se poursuivent au Parlement et la loi sur le Lokpal est adoptée par la Lok Sabha mais sans le statut constitutionnel réclamé par le mouvement anti-corruption car la majorité des deux-tiers des députés n'est pas atteinte.

## Conséquences du mouvement

### Loi sur leLokpalet lesLokayuktas
Après le vote de la Lok Sabha, le projet de loi sur le Lokpal est transmis à la Rajya Sabha. Le projet de loi n'est envoyé en commission qu'en mai 2012 puis finalement adopté le 18 décembre 2013 après un nouveau passage à la Lok Sabha. Le Lokpal and Lokayuktas Act est promulgué le 1er janvier 2014 et entre en vigueur le 16 janvier,.

### Aam Aadmi Party
Arvind Kejriwal, en désaccord avec Anna Hazare, décide en 2012 de transformer le mouvement anti-corruption en parti politique. Il lance le 26 novembre 2012 le Aam Aadmi Party ou AAP (« parti de l'homme du peuple »).
Lors des élections de décembre 2013 pour l'Assemblée législative du territoire de Delhi, l'AAP arrive deuxième derrière le Bharatiya Janata Party et devant le Congrès sortant en remportant 28 des 70 sièges. Kejriwal forme un gouvernement minoritaire mais ne parvient à se maintenir au pouvoir que jusqu'en février 2014.
Le parti présente des candidats pour les élections législatives d'avril-mai 2014.